# 寺地山
寺地山（てらじやま）は、富山県富山市と岐阜県飛騨市にまたがる標高1,996 mの立山連峰の山。

## 概要
飛騨山脈（北アルプス）中央部西端付近に位置する。北東側の山域は中部山岳国立公園の特別地域の指定を受けている。山域にはイワイチョウ、コバイケイソウ、タムシバ、ツバメオモト、オオバユキザサ、クロマメノキ、ナナカマド、ミズバショウ、ニッコウキスゲ、ブナ、ネズコ、シラビソ、ダケカンバなどが分布し、山頂部はキタゴヨウ、ネズコなどの針葉樹林に囲まれたなだらかな台地状となっている。山頂部の西側に池塘があり、その鏡池平周辺では水生植物やモウセンゴケ などの湿性植物が分布している。小広い平坦な山頂に、三等三角点（点名「大山」、標高1,996.04 m）が設置されているが、展望はない。山域には鳥獣保護区が設定されている。

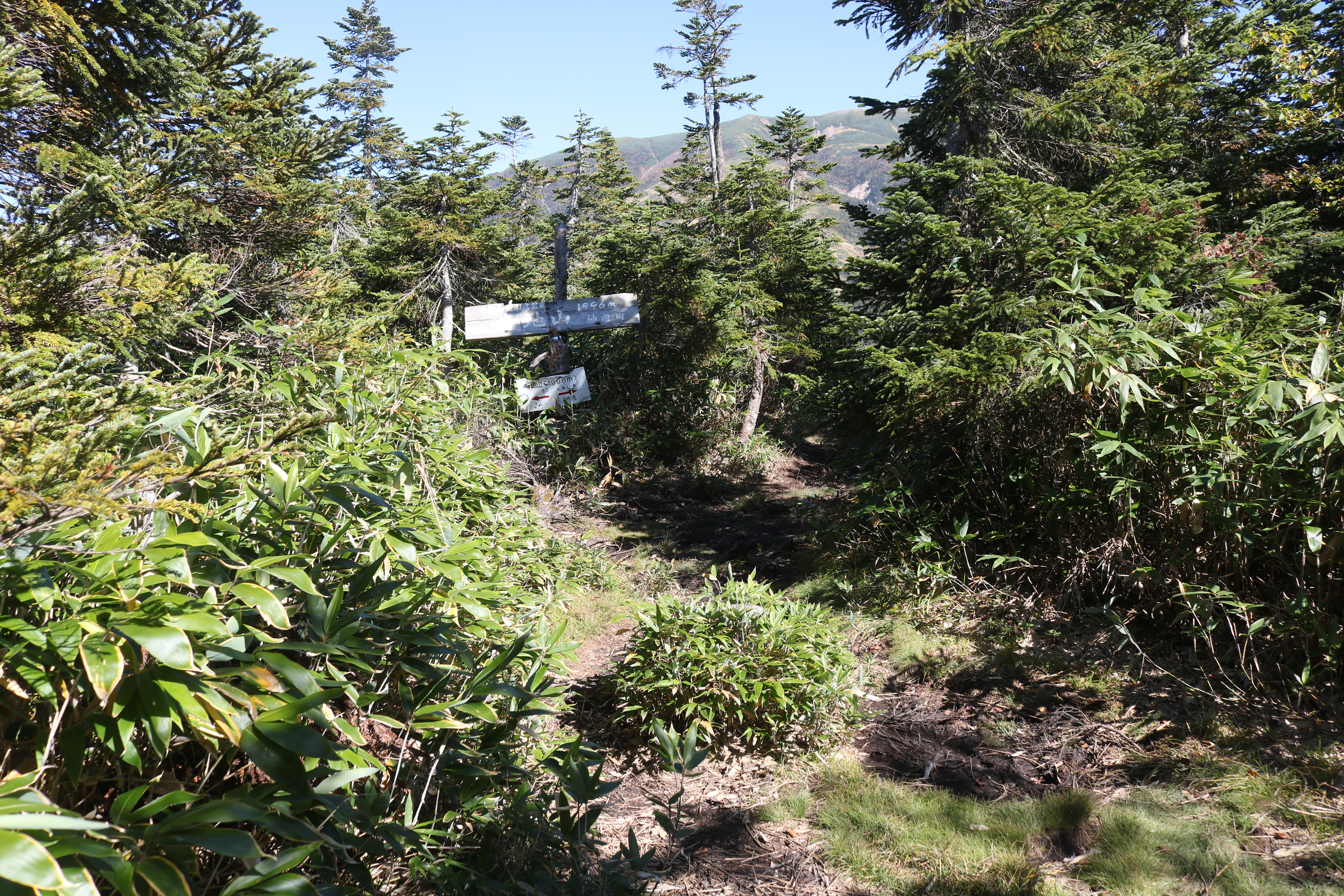
亜高山帯のなだかな山頂部
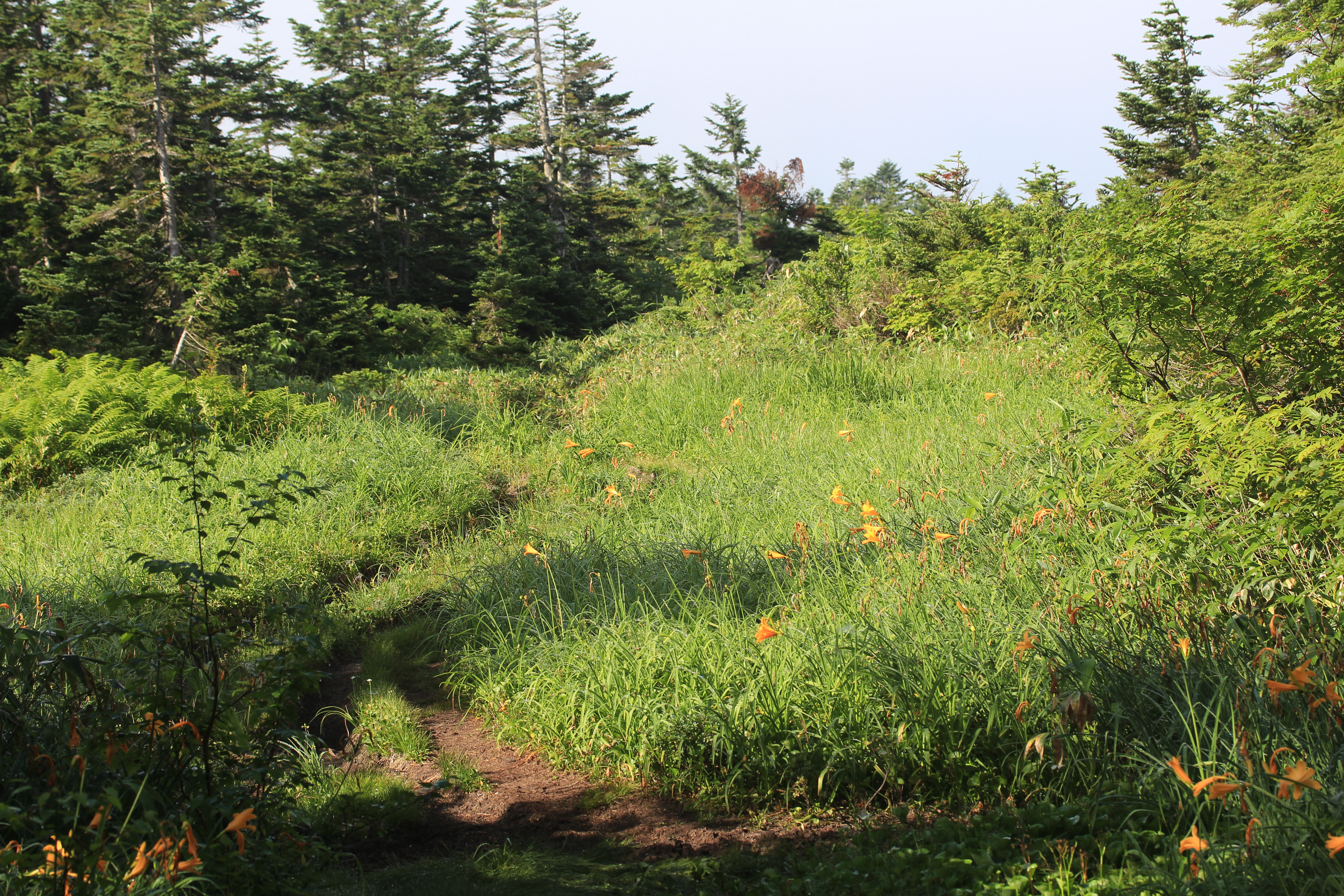
山上のニッコウキスゲの群落

## 登山
登山の対象となる山で、残雪期に山スキーで訪問されることもある。岐阜県山岳連盟により、ぎふ百山の一つに選定されている。『岐阜県北アルプス地区における山岳遭難の防止に関する条例』 により登山届の提出が義務化（登山届提出条例）された対象エリアの山であり、寺地山および北ノ俣岳登山口 に登山届（および下山届）ポストが設置されている。飛越トンネル登山口から本山へ至る登山ルート（無雪期・天候良好時）は、岐阜県による「岐阜県　山のグレーディング」で、技術的難易度が「ランクB/(A-E)」（低い-中程度）、体力度が「3/1-10」（小程度、日帰りが可能）とされている。厳冬期に特別豪雪地帯である山域で救助要請が行われた山岳遭難が発生している。

### 登山ルート

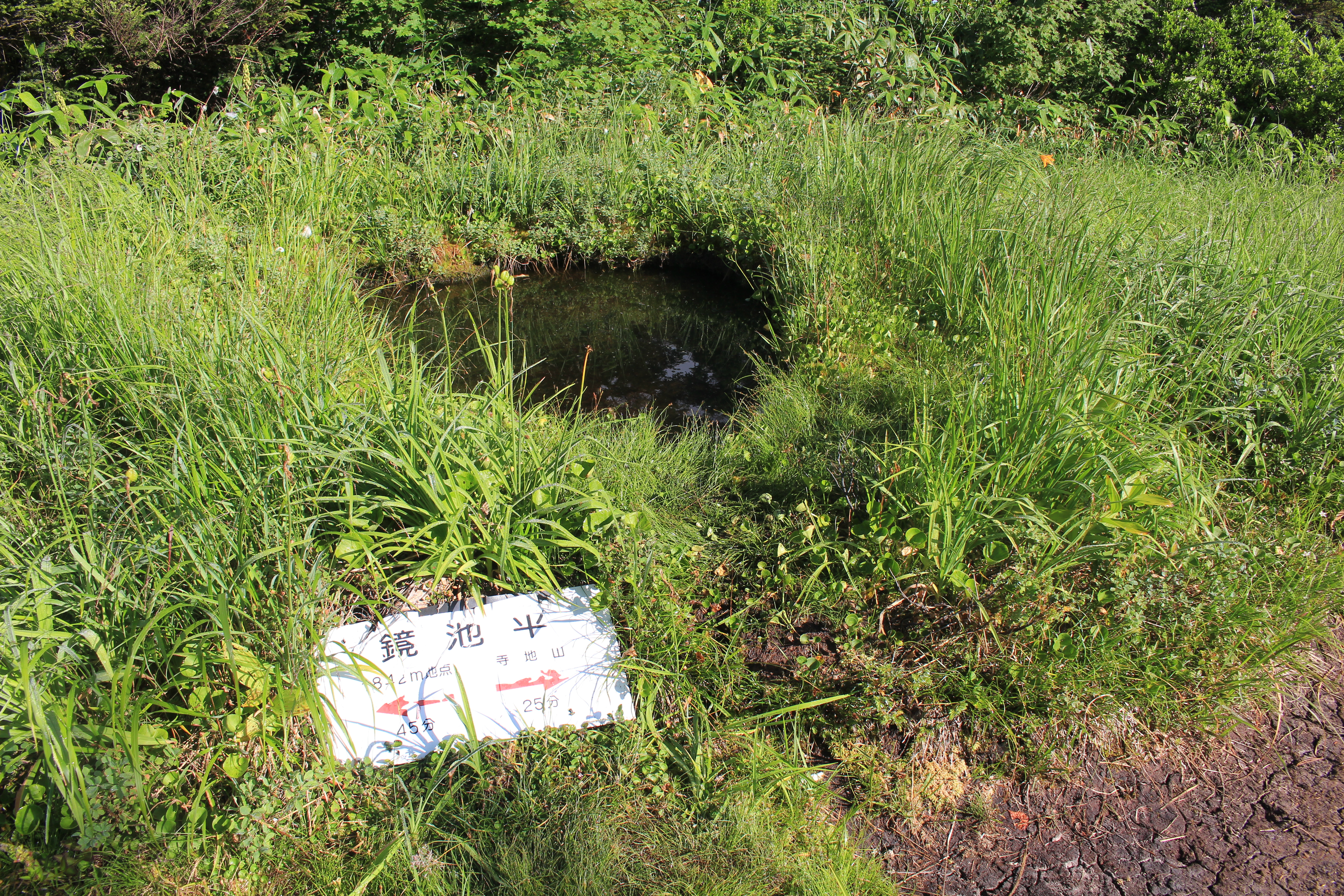
山頂部付近西側の鏡池平にある池塘

主な登山ルートを以下に示す。大規模林道大山高山線が開設後、1995年に飛越新道が開設されて からは、神岡新道に替って飛越新道が多く利用されるようになった。薬師岳と黒部五郎岳を登山時に、北ノ俣岳からの西尾根ルートで登頂されることもある。登山道は湿地帯で晴れた日でもぬかるみが多く滑りやすく、再整備が必要とされている。
- 飛越新道：飛越トンネル登山口 - まむし洞峠 - 神岡新道との分岐（1,842 m標高点） - 鏡池平 - 寺地山[8]、大規模林道の高山大山線県境を貫通する飛越トンネルの南側が飛越新道の登山口となる[7]。1,842 m標高点で神岡新道に合流する[7]。
- 神岡新道：打保 - 打保乗越 - 飛越新道との分岐 - 鏡池平 - 寺地山[7][8]、1956年（昭和31年）に開設された登山道[6]。中腹には水ノ平と呼ばれるミズバショウが自生する湿原がある[8]。

### 周辺の山小屋
登山口や稜線上には、山小屋 とキャンプ指定地 などがある。
| 名称           | 所在地                   | 標高 (m) | 寺地山からの 方角と距離 (km) | 収容 人数 | キャンプ 指定地        | 備考                 |
| -------------- | ------------------------ | -------- | ---------------------------- | --------- | ---------------------- | -------------------- |
| 薬師岳山荘     | 薬師岳直下南西           | 2,701    | 北東 6.8                     | 60        |                        | 2010年新装オープン   |
| 太郎平小屋     | 太郎山北東の太郎兵衛平   | 2,330    | 北東 4.6                     | 150       | テント100張 （薬師峠） | 夏に山岳警備隊が常駐 |
| 薬師沢小屋     | 黒部川本流の薬師沢出合   | 1,920    | 南東 6.5                     | 70        |                        | [ 21 ]               |
| 北ノ俣避難小屋 | 寺地山と北ノ俣岳との鞍部 | 2,000    | 東 1.6                       | 10        |                        | 飛越新道             |

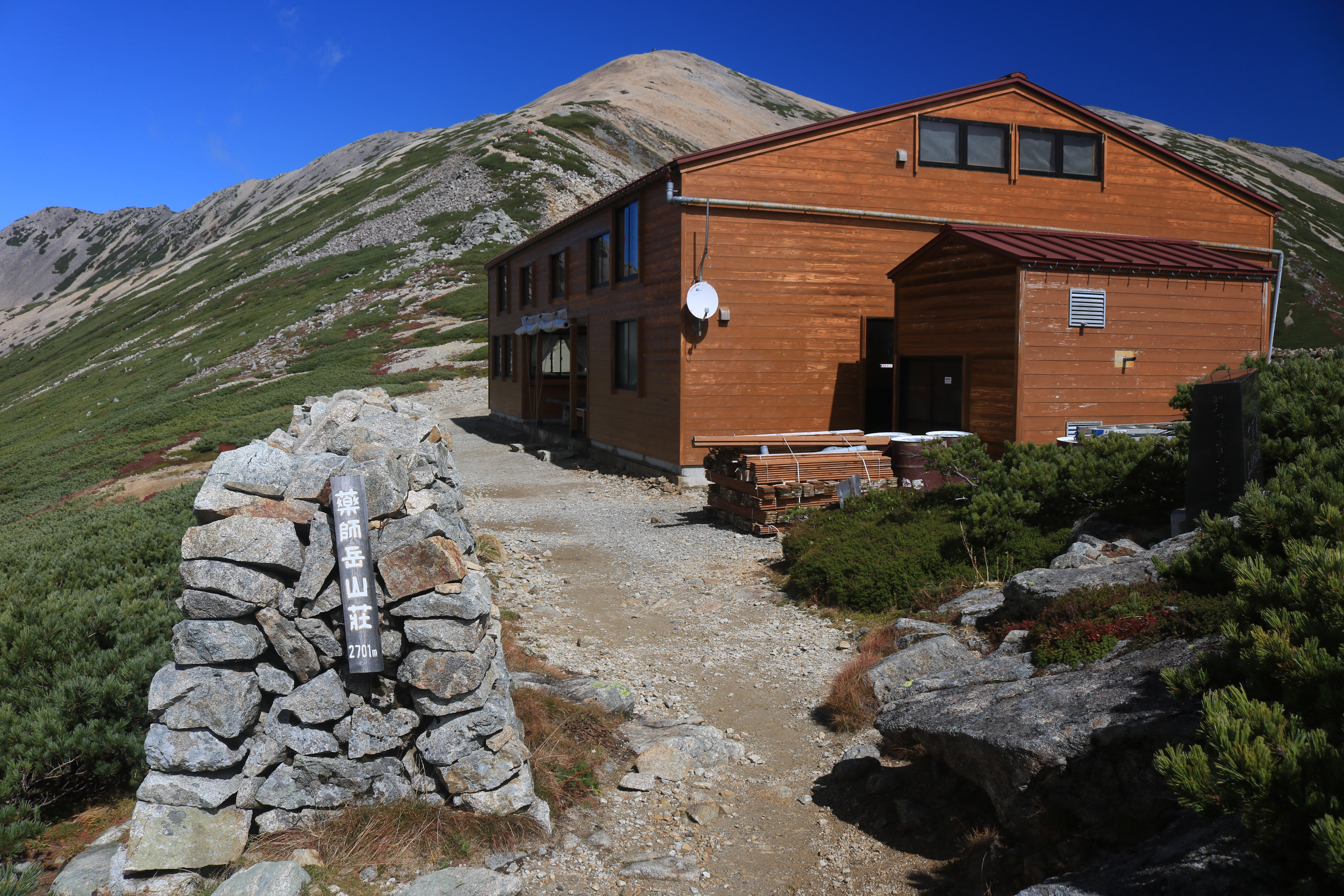
薬師岳の山頂直下にある薬師岳山荘
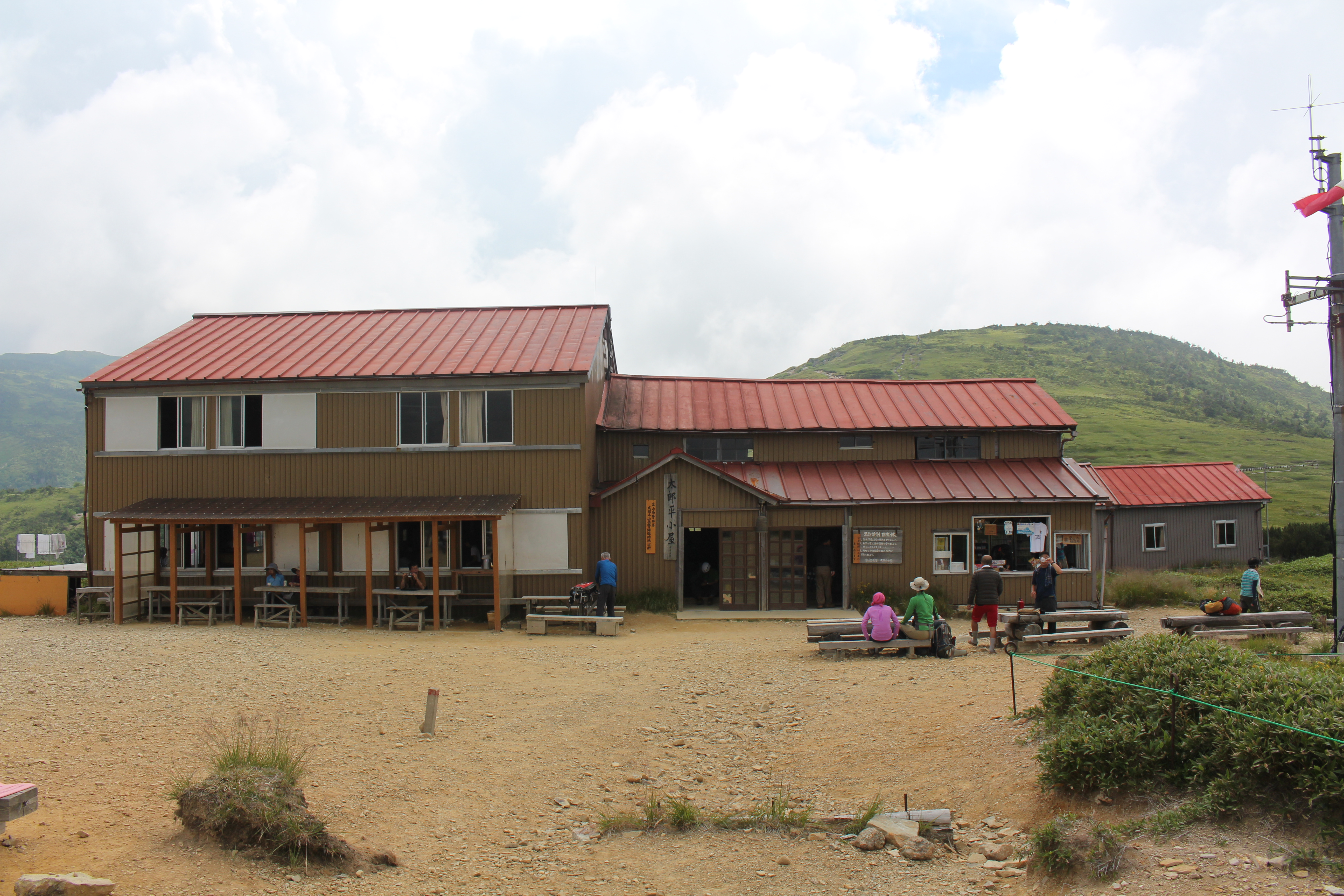
太郎山北側の太郎兵衛平にある太郎平小屋
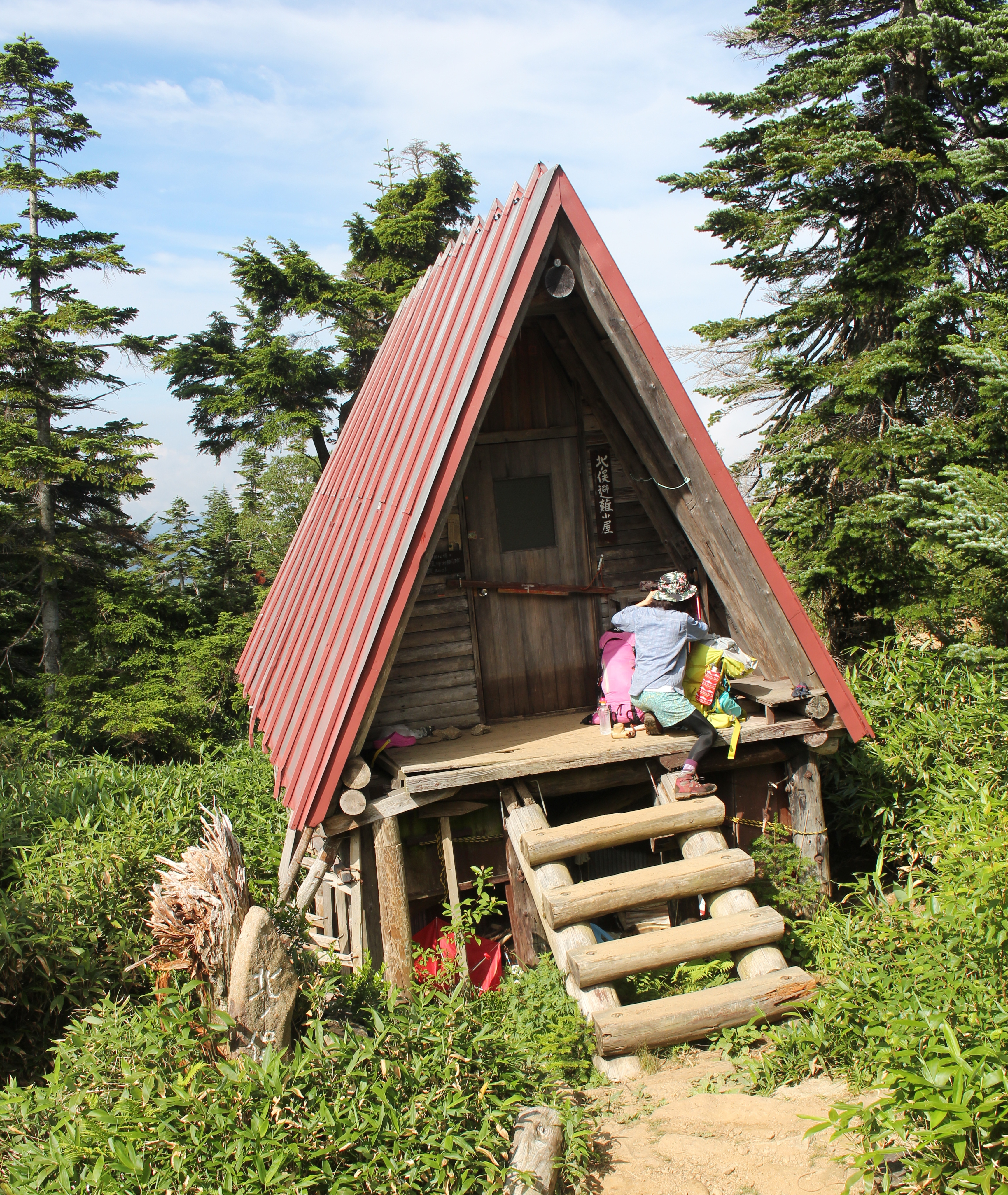
神岡新道にある北ノ俣避難小屋

## 地理
立山連峰の主稜線上にある北ノ俣岳から西方に延びる尾根上にあるピーク。

### 周辺の主な山
周辺の立山連峰の主要な山を以下に示す。
| 山容 | 山名     | 標高(m)  | 三角点等級 基準点名          | 寺地山からの 方角と距離(km) | 備考                    |
| --- | -------- | -------- | ---------------------------- | --------------------------- | ----------------------- |
| 北ノ俣岳から望む薬師岳、左奥に奥大日岳と剱岳、雪解け後の斜面にハクサンイチゲの大群落とハイマツの群落（2015年8月8日） | 薬師岳   | 2,925.99 | 二等 「薬師ケ岳」            | 北東 8.0                    | 日本百名山              |
| 太郎山と薬師峠方面から太郎平小屋へ向かう登山道の木道（2015年8月8日）                                                 | 太郎山   | 2,372.98 | 三等 「太郎」                | 北東 4.3                    |                         |
| 北ノ俣岳から望む寺地山（2015年8月8日）                                                                               | 寺地山   | 1,966.04 | 三等 「大山」                | 0                           | ぎふ百山                |
| 薬師岳から望む北ノ俣岳、稜線上に薬師岳山荘と太郎平小屋（2015年8月8日）                                               | 北ノ俣岳 | 2,662    | 三等 「北俣岳」 （2,661.29） | 東 3.4                      | ぎふ百山 新・花の百名山 |
| | 桑崎山   | 1,727.99 | 三等 「深戸」                | 南西 9.7                    | ぎふ百山                |

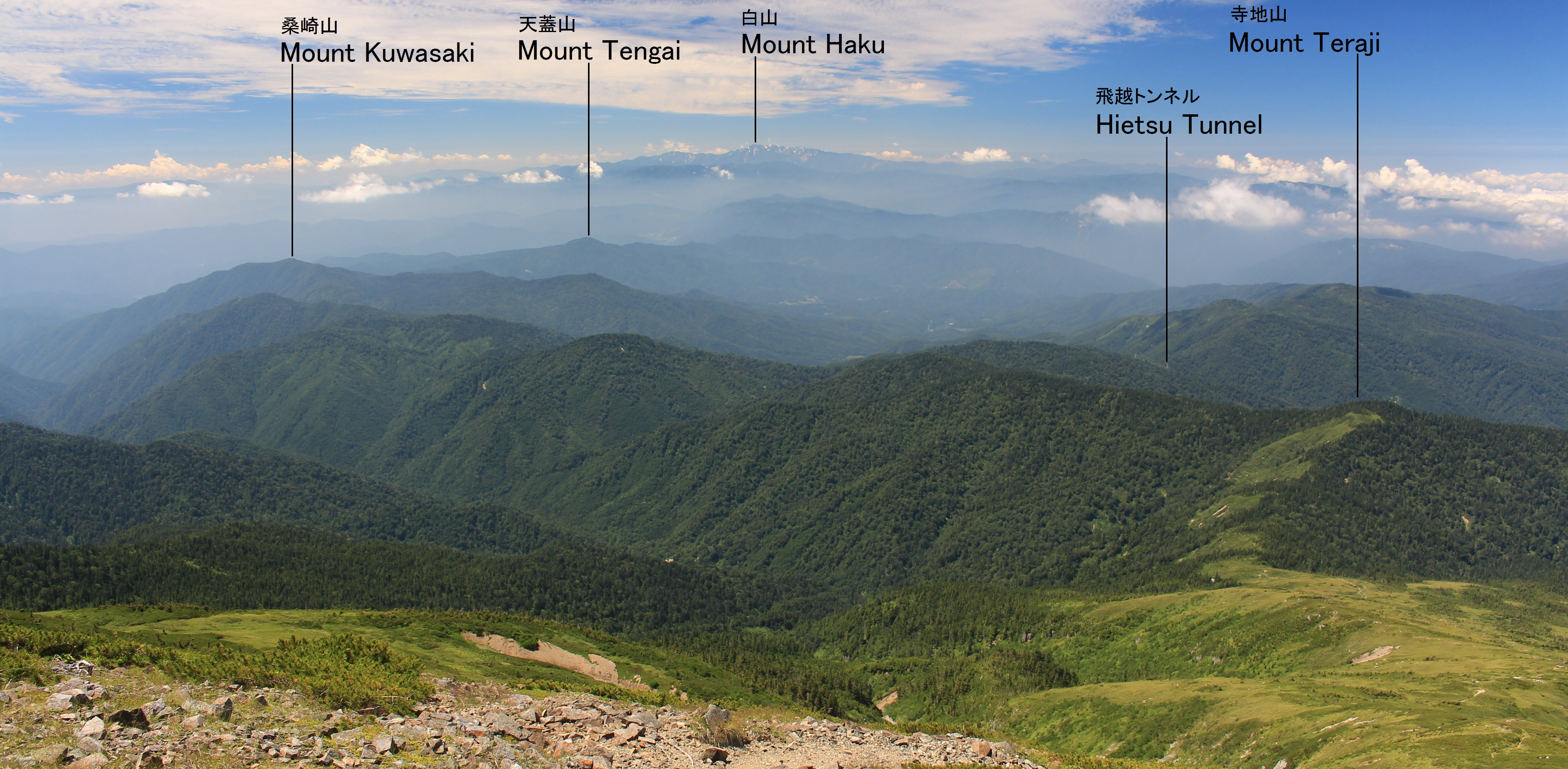
東側の北ノ俣岳から望む寺地山周辺

### 周辺の峠
周辺の主な峠を以下に示す。

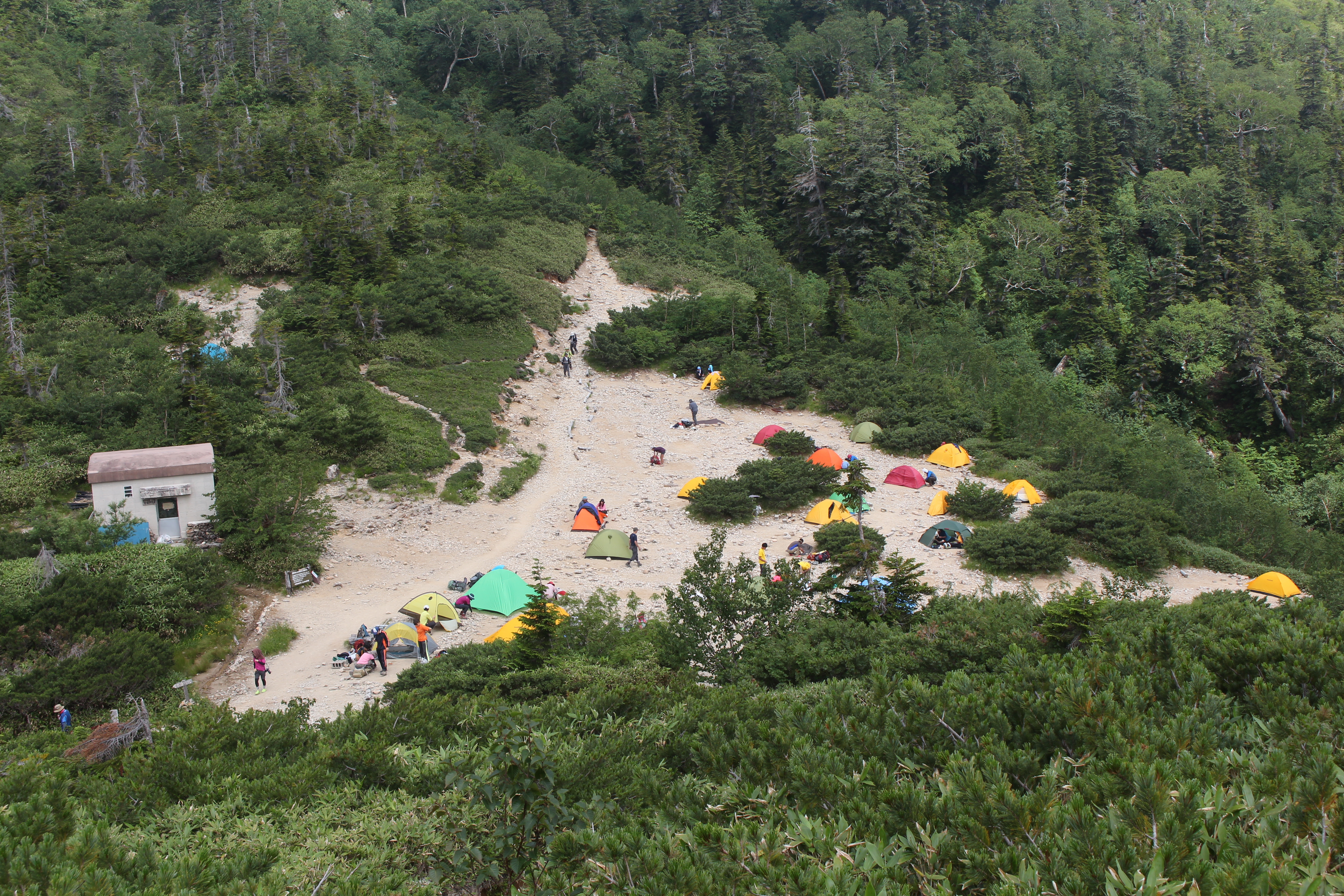
薬師峠（立山連峰の主稜線上、標高2,294 m、薬師岳と太郎山との鞍部）のキャンプ指定地、2015年8月

- 薬師峠 - 山頂の北東5.5 km、太郎山と薬師岳との鞍部。標高2,294 m。キャンプ指定地があり、管理棟、トイレと給水施設が設置されている。
- 唐尾峠[7] - 山頂の西6.2 km、西へと延びる尾根上にある鞍部。標高約1,590 m。
- 中俣乗越 - 山頂の東南東5.1 km、赤木岳と黒部五郎岳との鞍部。標高約2,450 m。

### 源流の河川
常願寺川と高原川（神通川水系）のそれぞれの支流の分水嶺となる山で、以下の河川の源流となる山で、日本海側の富山湾へ流れる。有峰ダムの南南東7.4 kmに位置する。
- 和田川、真川[2] - 常願寺川の支流
- 北ノ俣川[2] - 高原川の支流

### 交通・アクセス

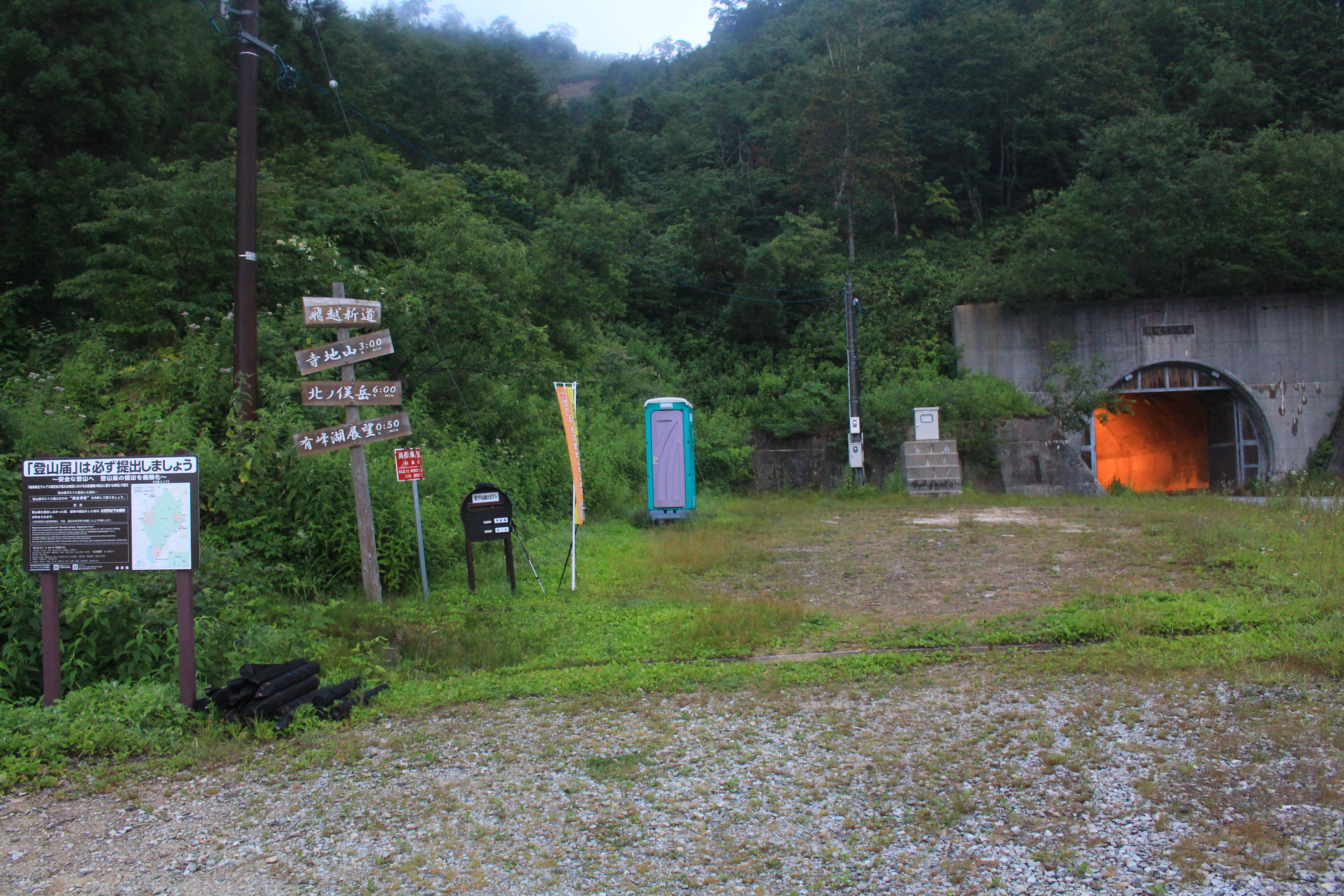
岐阜県飛騨市の国道471号から富山県の有峰林道東谷線に大規模林道大山高山線が通じ、その県境を貫通する飛越トンネル、トンネルの南側が飛越新道の登山口

有峰林道が周辺の山域の北西側を通る。岐阜県飛騨市の国道471号から富山県の有峰林道東谷線に接続する大規模林道高山大山線（林道和佐府線）の飛越トンネルが、県境の西山腹を貫通する。特別豪雪地帯にあり、大規模林道高山大山線の飛騨市神岡町和佐府から北側の区間においては毎年11月上旬から6月初旬まで冬期通行止めが実施される。山域の南西側の打俣川沿いに岐阜県道484号打保神岡停車場線が通り、その起点である飛騨市神岡町打保から神岡新道の登山道が本山へと延びる。富山地方鉄道立山線有峰口駅の南南東18 kmに位置し、東海旅客鉄道（JR東海）高山本線飛騨古川駅の北東33 kmに位置する。中部縦貫自動車道安房峠道路平湯インターチェンジの北北西27 kmに位置し、北陸自動車道立山インターチェンジの南南東 31kmに位置する。

## 寺地山からの眺望
山頂は木々に覆われて眺望はないが、山頂の少し東側の登山道からは東側の視界が開け、飛騨山脈の山並みが見渡せる。

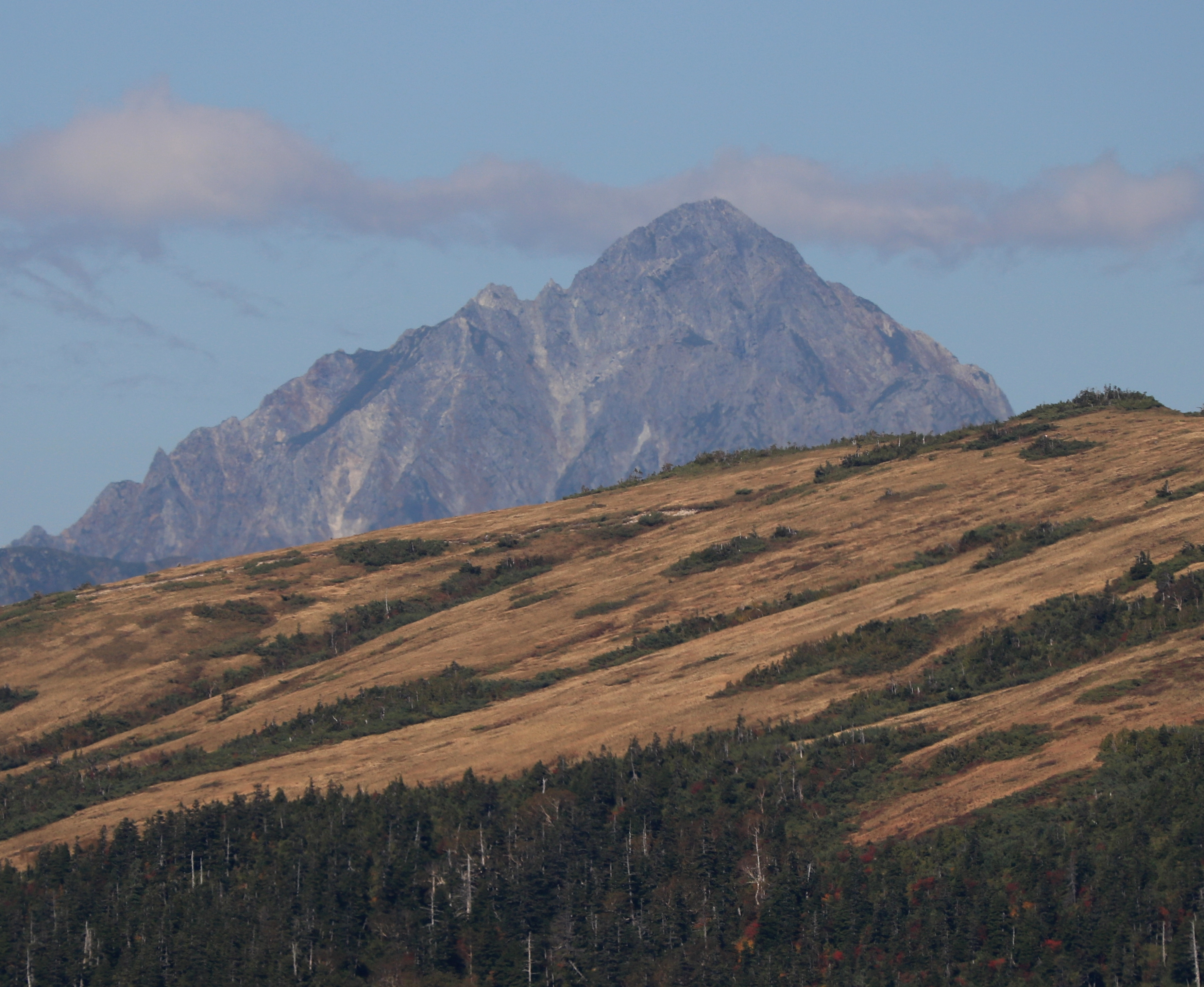
剱岳
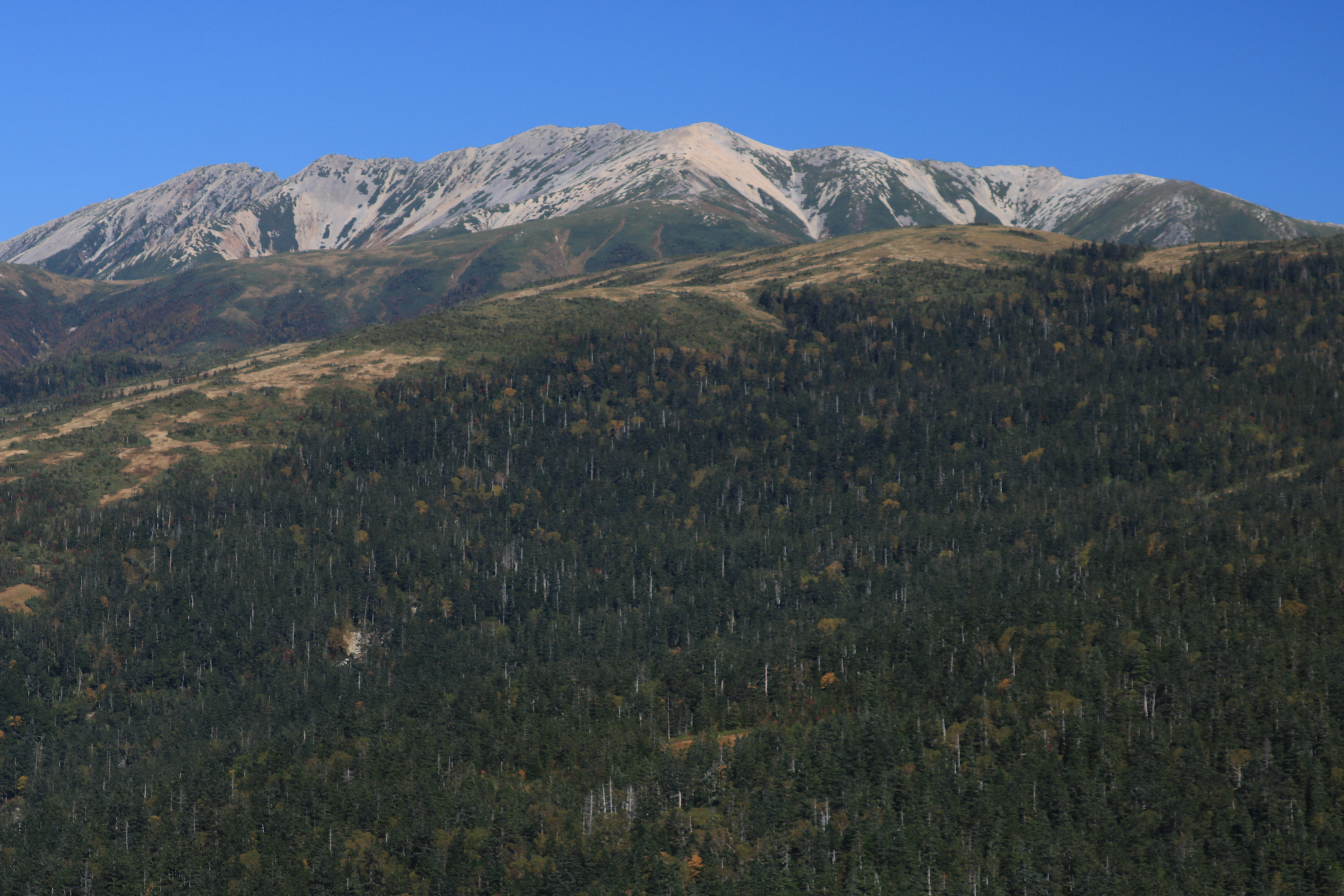
薬師岳
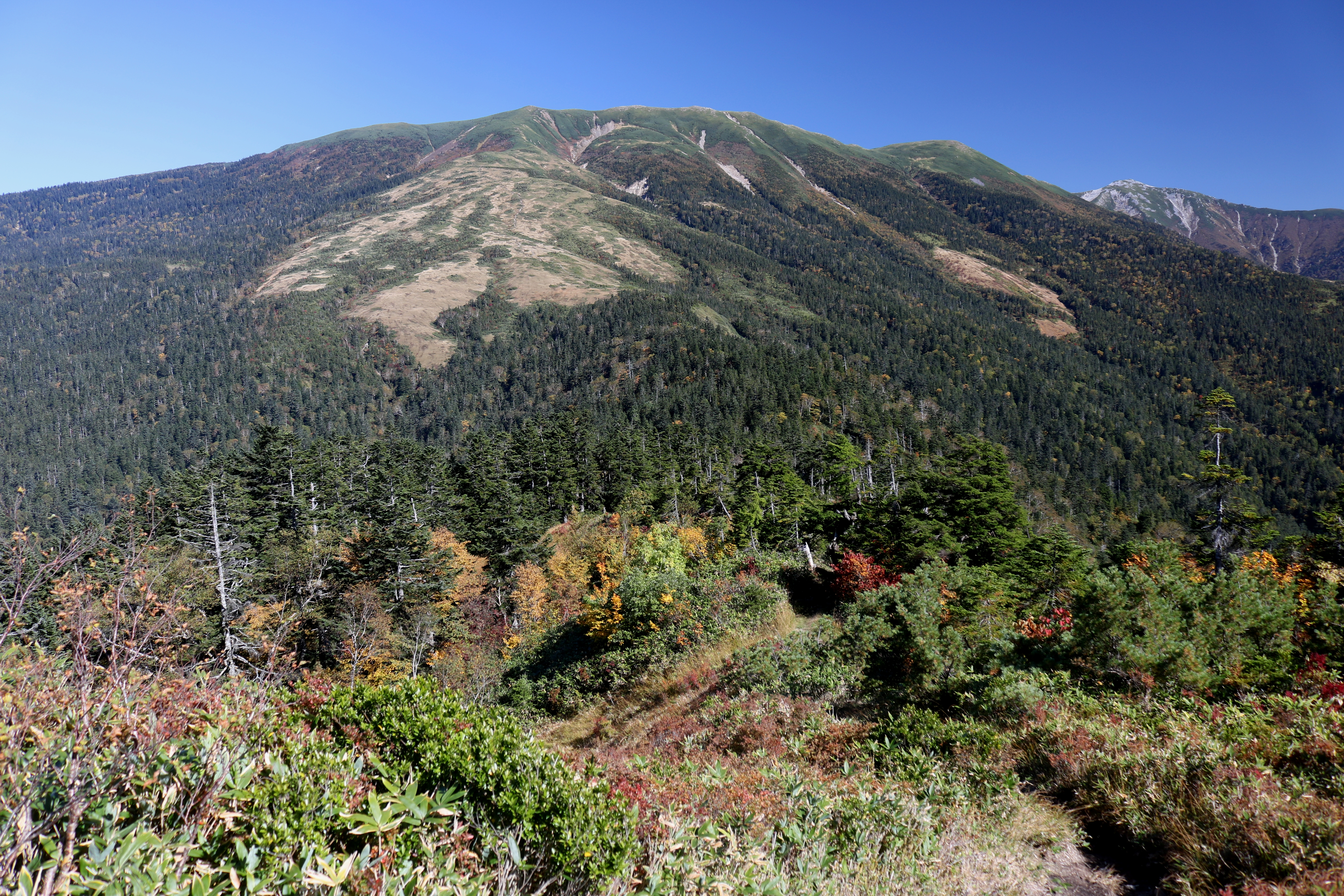
北ノ俣岳
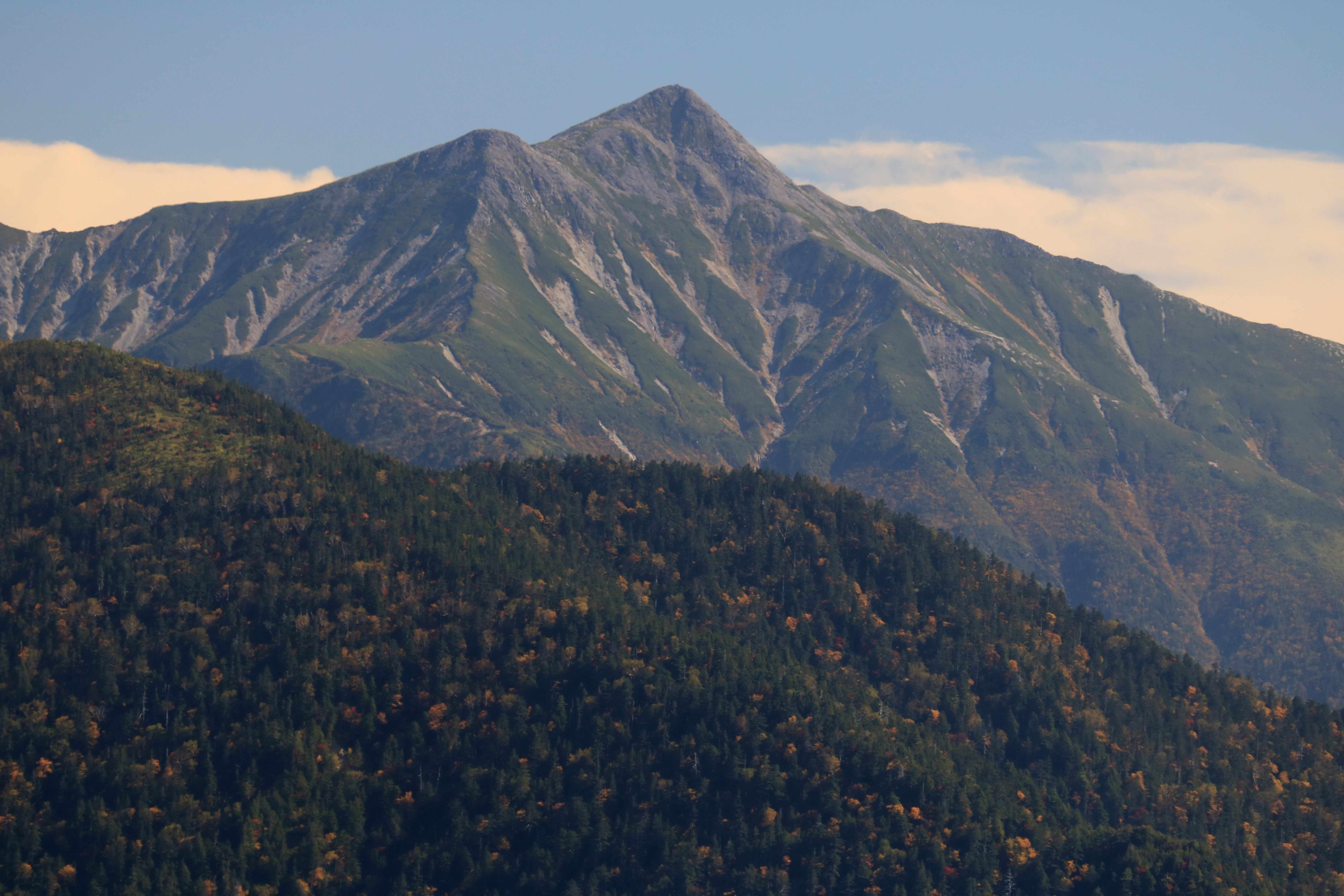
笠ヶ岳